# 日本魣
日本金梭魚（学名：Sphyraena japonica），又名日本魣、大眼梭子魚、倭鮊、竹操魚、針梭、竹梭，为金梭魚科魣屬下的一个种。

## 分布
本魚分布于印度西太平洋區，包括南非、東非、馬達加斯加、馬爾地夫、阿拉伯海、波斯灣、伊朗、印度、孟加拉、斯里蘭卡、泰國、緬甸、印度尼西亚、中國、朝鲜、日本、台湾、越南、菲律賓、馬來西亞、新加坡、新幾內亞、澳洲、萬那杜、索羅門群島、斐濟、馬里亞納群島、密克羅尼西亞等海域。该物种的模式产地在日本。

## 深度
水深5至100公尺。

## 特徵
本魚體延長呈魚雷狀，橫切面幾近圓柱形，側線平直而不彎曲，腹鰭起點略後於第一背鰭起點。鰓蓋具一尖棘；前鰓蓋角狀，上頷骨幾達眼前緣，背部青綠色，腹部銀白色，體側無斑紋。背鰭硬棘6枚；背鰭軟條9枚；臀鰭硬棘2枚；臀鰭軟條7至9枚，體長可達35公分。

## 生態
本魚棲息在潟湖或近海礁石區，常成群游動，屬肉食性，以魚類或頭足類為食。

## 經濟利用
為食用魚，適合各種烹飪方式，具利齒，捕捉時需注意。